# Маркелов, Константин Михайлович
Константи́н Миха́йлович Марке́лов (1868—1944) — русский правовед, действительный статский советник, прокурор, публицист, эмигрант первой волны, мемуарист.

## Биография
Родился 1 февраля 1868 года в Москве. Отец — Михаил Дмитриевич Маркелов (1814—1884), чиновник особых поручений при московском генерал-губернаторе, мать — Екатерина Валериановна Майкова (1834—1902), двоюродная сестра поэта Аполлона Николаевича Майкова.
Константин Михайлович, как и два его брата — старший Дмитрий (1864—1924) и младший Николай (1872—1852), — окончил Императорское училище правоведения в Санкт-Петербурге (1890, с присвоением чина X класса). Работал прокурором в трибунале. Член Московской судебной палаты.
После революции — в эмиграции: сперва в Эстонии (в Ревеле), затем во Франции (в Париже). В 1926 году опубликовал в Париже беллетризованные мемуары «На берегу Москва-реки», посвящённые летней жизни в родительском имении Красный Стан в 1870—80-е гг. Автор ряда публикаций в газете «Возрождение» и других изданиях.
Был женат на вдове подполковника Евгении Александровне Ярошевич (в девичестве Чумиковой; род. 27 июня 1873 года). Детей не имел.
Последние годы провел в Русском доме в Сент-Женевьев-де-Буа. Скончался 16 декабря 1944 года, похоронен на кладбище Сент-Женевьев-де-Буа.

## Сочинения
- Константин Маркелов. На берегу Москва-реки. — Paris: Imprimerie d'art Voltaire, [1926]. — 144 с.

Переиздано в сб.: Первопрестольная: далекая и близкая. Москва и москвичи в прозе русской эмиграции. Том 2. Сост., вступ. ст. и комм. М. Д. Филина. — М.: Русский мир, 2003. С. 34—190.
- Константин Маркелов. Страничка воспоминаний: Иван Александрович Гончаров // Мастер русского романа: И. А. Гончаров в литературной критике русского зарубежья: Сб. документов и материалов / Федеральная архивная служба, Российский государственный архив литературы и искусства; вступ. ст. В. А. Недзвецкого. — М.: Центр книги Рудомино, 2012. С. 232—237.
- К. Маркелов, В. Чумиков. Уженье рыбы. — Ревель—Берлин: Русская книга, б. г. — 70 с.